# Ivande Kaija
Ivande Kaija era el seudónimo de Antonija Lūkina (de soltera Antonija Meldere-Millere 1876-1942), escritora y feminista letona, que luchó por la independencia de Letonia. A través de obras públicas y escritos, Kaija abogó por que los letones donaran activos para el "Fondo del Oro", que se convirtió en la reserva de oro del país en 1920. Su servicio público fue honrado cuando recibió la Orden de las Tres Estrellas en 1926. Aunque muchas de sus obras fueron destruidas durante el período soviético, han visto un resurgimiento en los últimos años. 

## Biografía
Antonija Meldere-Millere nació el 13 de octubre de 1876 en Jumpravmuižā, Gobernación de Livonia, Imperio ruso de Miķeļis y Matilde (de soltera Flintman) Millere-Meldere. Su padre se convirtió en un adinerado empresario y terrateniente y se mudó con su familia a Torņakalns, donde Antonija comenzó su educación en 1881. Después de completar la escuela primaria, continuó sus estudios en el Gimnasio de mujeres Lomonosov en Riga. Durante sus días escolares en Lomonosov, desarrolló una amistad con Fēlikss Lūkins, con quien se casaría más tarde y publicó su primera novela, Trīs jaungada naktis (Tres noches de Año Nuevo) en 1892. Después de completar la escuela secundaria en 1895, continuó su educación y estudió filosofía e historia del arte en la Universidad de Berna y en la Universidad de Leipzig. Aprovechando los museos y galerías de arte, complementó sus conocimientos y aprendió inglés, francés, alemán, italiano, latín y ruso. En 1901, abandonó sus estudios y se casó con Lūkins, que se había convertido en oftalmólogo y más tarde fundó la Asociación de Médicos de Letonia. En los próximos años, Lūkina trabajó como periodista y tuvo tres hijos. En 1910, se fue a Suiza, donde Rainis y Aspazija vivían en el exilio, con el apoyo de su esposo, para obtener su opinión sobre sus escritos. Durante la visita, después ir a un cementerio, eligió el seudónimo "Kaija", que significa gaviota, de un monumento que vio en un cementerio en Lugano.

## Carrera
Casi al mismo tiempo, Lūkina decidió reanudar sus estudios y fue a Francia a tomar clases de periodismo en la Sorbona. Comenzó a notar su pérdida de audición alrededor de 1911, que empeoraría progresivamente. Escribió editoriales para el Collège de France y viajó por toda Francia, Italia e hizo al menos un viaje más a Suiza antes de regresar a Riga en 1913. Ese año, publicó Iedzimtais grēks (Pecado original) bajo el seudónimo de Kaija. El libro trataba sobre la insatisfacción matrimonial y el amor libre, y causó revuelo por su controvertida representación de la liberación sexual femenina. Publicó otros artículos sobre temas cívicos, políticos y sociales que afectan a las mujeres en revistas como Dzimtenes Vēstnesis (Diario de la Madre Patria) y Latviešu izglītības biedrības gadagrāmata (Anuario de la Sociedad de Educación de Letonia).
Durante la Primera Guerra Mundial, el esposo de Kaija fue llamado a servir como cirujano y la familia lo acompañó a puestos en Crimea, Moscú y Petrogrado. Una epidemia de tracoma, una enfermedad ocular infecciosa, hizo imposible que Lūkins regresara a Letonia durante casi cuatro años, pero Kaija regresó en 1917, con su hija. Escribió artículos a favor de la independencia y trabajó como trabajadora social hasta el final de la guerra. Como partidaria de la independencia de Letonia, fue candidata suplente para el primer parlamento letón y ayudó a formar el gabinete ministerial en 1918. Ese mismo año, ayudó a fundar la Latvijas Sieviešu Asociācija (Asociación de Mujeres de Letonia), organización de los derechos de las mujeres que perseguía el sufragio. La independencia de Letonia se declaró el 18 de noviembre de 1918, pero el tratado de paz con la Unión Soviética no se firmó hasta 1920. Simultáneamente con la independencia, a las mujeres se les otorgó el derecho de votar. Entre 1919 y 1920, creó la Zelta fondu (Fondo del Oro) para ayudar a la nueva República de Letonia. Kaija instó a las mujeres a donar joyas, vajillas de plata y otros activos tangibles que se depositaron y después de la guerra se convirtieron en la reserva de oro del gobierno.
A partir de 1920, Kaija trabajó en el Ministerio de Relaciones Exteriores de la República de Letonia, como reportera de prensa en francés y fue directora del departamento de arte y literatura de Latvijas Sargs (Guardia de Letonia). Publicó otra novela Jūgā (Yugo) en 1919, que evaluó la institución del matrimonio y al año siguiente, publicó Sfinksa (Esfinge), que reiteró el tema de una mujer que busca el amor perfecto. En 1920, también publicó Dzintarzeme (tierras de ámbar), una novela histórica sobre los antiguos pueblos del Báltico. En marzo de 1921, Lūkins finalmente regresó a casa, después de haber pasado un tiempo en un sanatorio para la tuberculosis, y la pareja se fue de vacaciones. Unos meses después, en Valmiera, Kaija pronunció un raro discurso, que no solía hacer debido a su dificultad auditiva, sobre los problemas sociales a los que se enfrentaba la nación. Poco después de la conferencia, tuvo un derrame cerebral, perdió la audición restante, su capacidad para hablar y su movilidad. Pasó tres años en rehabilitación y recuperó la capacidad de caminar torpemente, pero su brazo derecho estaba paralizado. Su audición no regresó, aunque mantuvo su correspondencia y sus escritos aprendiendo a escribir con la mano izquierda.
En 1926, Kaija recibió la Orden de las Tres Estrellas por su papel en ayudar a construir el estado letón. Entre 1928 y 1931, publicó una colección de sus obras en diez volúmenes. Cada vez más, le resultaba difícil seguir escribiendo y, para 1936, casi había dejado de trabajar. Cuando comenzó la ocupación soviética de Letonia, las obras de Kaija fueron retiradas de las bibliotecas y sus obras fueron desprestigiadas. Fue herida en un accidente automovilístico en su camino a casa después de la misa de Nochebuena de 1941 y fue llevada al hospital, donde murió el 2 de enero de 1942. Kaija fue enterrada en el Cementerio del Bosque de Riga.

## Legado
En el momento de la muerte de Kaija, sus obras fueron dejadas de lado por el régimen soviético, pero la relevancia contemporánea de sus obras ha experimentado un resurgimiento posterior. En 2006, en motivo del 130 aniversario de su nacimiento fue honrada por el Consejo Parroquial de Mālpils, con lecturas de sus obras y una conferencia pública.